# (568) Cheruskia
(568) Cheruskia es un asteroide perteneciente al cinturón de asteroides descubierto el 26 de julio de 1905 por Paul Götz desde el observatorio de Heidelberg-Königstuhl, Alemania.
Está nombrado por una fraternidad de estudiantes de Heidelberg.